# Ampache
Ampache es un administrador de archivos y servidor de streaming multimedia libre, que funciona sobre un servidor web. El nombre es el juego de palabras de Apache y Amplifier (amplificador). Originalmente fue escrito para hacer uso del mod Mod_mp3 de Apache, pero desde que éste fue implementado en el servidor, Ampache usa su propio servicio de streaming. La mascota de Ampache es una ardilla llamada Fraz, creada por Kirsten Petersen, más tarde digitalizada por Ben Shields y rediseñada por Agnès Champavier en 2008.

## Historia
Ampache fue lanzando inicialmente en 2001. Su autor original, Scott Kveton, creó el Open Source Lab en la Universidad Estatal de Oregón y le encargó el desarrollo a Karl Vollmer, quien ha sido el responsable de Ampache desde principios de 2003.

## Objetivos
Ampache busca facilitar el acceso a la biblioteca musical personal desde cualquier parte del mundo. Aunque es desarrollado específicamente para grupos pequeños y/o privados, es posible permitir el registro público a nuevos usuarios. El objetivo principal de Ampache es mantener un servicio web simple, seguro y rápido que corra en casi cualquier hardware y plataforma que soporte PHP. También se desarrolla con la idea de facilitar el almacenamiento y la administración de colecciones de música que excedan los 2 TB.

## Extensiones / APIs
Ampache también provee una API que extrae metadatos de documentos XML. La API soporta varios métodos para acceder a la información de Ampache. Fue originalmente creada para usarse con el reproductor Amarok, pero puede usarse igualmente para crear front-ends de Ampache.  El acceso a la API se controla por Lista de control de acceso y actualmente todas las peticiones tienen un límite de búsqueda de 5000 resultados por cuestiones de desempeño. Las siguientes son algunas de las aplicaciones que hacen uso de la API:
- Amarok, el reproductor de música del proyecto KDE, desde la rama 2.x
- Coherence (UPNP A/V MediaServer)
- Quickplay
- Rhythmbox, con un plugin
- Terratec Noxon iRadio
- Amdroid (Android)
- Just Player (Android, con más funciones)
- Traxstar, basado en Ampache
- Ampache Mobile (WebOS)
- AmpachPre (WebOS)
- AmpacheX (iOS)
- iAmpache Archivado el 5 de octubre de 2013 en Wayback Machine. (iOS)
- Lullaby (Android, basado en el código fuente de Android)
- Ampacheberry (BlackBerry)
- Ampache HTML5 Player (Google Chrome)
- AMPlayer (Android)

## Distribuciones Linux
Estas son algunas de las distros que ofrecen paquetes de Ampache en sus repositorios:
- Arch Linux, por el repositorio comunitario (AUR)
- Debian
- FreeBSD
- Gentoo
- Mageia
- openSUSE
- Ubuntu

## Historial de versiones
| Versión | Fecha de lanzamiento    | Cambios importantes |
| ------- | ----------------------- | --- |
| 1.01    | 29 de abril de 2001     | Primer lanzamiento público |
| 1.07    | 4 de mayo de 2001       | Se mejora la interfaz |
| 1.10    | 8 de mayo de 2001       | Primera versión de Ampache en utilizar sólo PHP |
| 1.20    | 22 de julio de 2001     | Soporte para ID3v1.1 y se añade la opción de Géneros |
| 2.0     | 5 de febrero de 2002    | Algunas mejoras, estadísticas de usuario, no es necesario reiniciar Apache cada vez que se agregan nuevas canciones |
| 3.0     | 5 de abril de 2002      | Randall Ehren se integra al equipo de desarrollo, se añade XML-RPC, permitiendo múltiples instancias de Ampache, mod_mp3 deja de usarse |
| 3.1     | 23 de diciembre de 2003 | Completa reescritura del código de Apache por Karl Vollmer y Robert Hopson. No es necesario modificar las configuraciones de Apache para que Ampache corra |
| 3.2     | 11 de agosto de 2004    | Se agregan las funciones de "downsampling", feeds RSS y "Reproduciendo ahora", además de numerosas mejoras a las portadas y el procesamiento de metadatos |
| 3.3     | 17 de mayo de 2005      | Soporte para GetText, descarga por lotes, registro de usuarios y se admite la reproducción de archivos WMA, M4A y FLAC support. Esta fue la primera versión con un instalador PHP |
| 3.3.1   | 21 de junio de 2005     | Primera versión con soporte de temas (skins), abandono de métodos de instalación no estándar (/docs). Se implente el soporte de enlaces (URL) para el plugin de MPD. |
| 3.3.2   | 1 de octubre de 2006    | Tasas de ancho de banda opcionales, búsquedas rápidas de palabras clave en todas las páginas, cambio a un nuevo sistema de autentificación (Vauth) y un nuevo sistema ACL basado en IPs. |
| 3.3.3   | 26 de enero de 2007     | Funciones AJAX introducidas en algunos lugares, se implementa "Democratic Play", se integra Last.fm, Flash Player y soporte para HttpQ. |
| 3.4     | 10 de mayo de 2008      | Reescrito en PHP5, interfaz en AJAX, se añade el concepto de "Active Playlist", introducción de la API XML, listas de reproducción dinámicas y muchas mejoras en el sistema de búsqueda. |
| 3.5     | 5 de mayo de 2009       | Soporte para el estilo de etiquetado de objetos Web 2.0, streaming de video, IPv6, opciones adicionales a las listas de reproducción dinámicas y se mejora el soporte para dispositivos móviles |
| 3.5.1   | 24 de junio de 2009     | Se corrigen los problemas de la API y el sistema de etiquetado, así como algunos bucles infinitos en la lectura de las etiquetas en archivos de audio. |
| 3.5.2   | 19 de noviembre de 2009 | Este lanzamiento corrige un gran número de bugs descubiertos en la API y en la lectura de etiquetas. También añade el texto "Unknown (Broken)" a las portadas de los archivos que se consideren dañados por Ampache. |
| 3.5.3   | 20 de diciembre de 2009 | Se trata de un lanzamiento de seguridad, recomendando a todos los usuarios actualizar a esta versión. |
| 3.5.4   | 2 de febrero de 2010    | Esta versión arregla algunos bugs introducidos en el último lanzamiento, así como algunas mejoras importantes en la reproducción local. Se mejora el cálculo del tamaño del catálogo para grandes colecciones, funcionando ahora en bibliotecas de hasta 4 TB. Las nuevas instalaciones incluyen por defecto dos listas de control de acceso para el uso de la API. |
| 3.6     | En desarrollo           | Soporte completo de etiquetado, mejoras en las listas de reproducción dinámicas. |